# Kanton Mugron
Der Kanton Mugron war von 1790 bis 2015 ein französischer Wahlkreis im Arrondissement Dax, im Département Landes und in der Region Aquitanien.

## Geschichte
Der Kanton wurde am 4. März 1790 im Zuge der Einrichtung der Départements als Teil des damaligen „Distrikts Saint-Sever“ gegründet.
Mit der Gründung der Arrondissements am 17. Februar 1800 wurde der Kanton als Teil des damaligen Arrondissements Saint-Sever neu zugeschnitten.
Mit der Auflösung des Arrondissement Saint-Sever am 10. September 1926 wurde der Kanton in das Arrondissement Dax integriert.
Siehe auch: Geschichte Département Landes und Geschichte Arrondissement Dax.

## Gemeinden
| Gemeinde    | Einwohner Jahr | Fläche km² | Bevölkerungsdichte | Code INSEE | Postleitzahl |
| ----------- | -------------- | ---------- | ------------------ | ---------- | ------------ |
| Baigts      | 351 (2013)     | –          | – Einw./km²        | 40023      | 40380        |
| Bergouey    | 95 (2013)      | –          | – Einw./km²        | 40038      | 40250        |
| Caupenne    | 415 (2013)     | –          | – Einw./km²        | 40078      | 40250        |
| Doazit      | 895 (2013)     | –          | – Einw./km²        | 40089      | 40700        |
| Hauriet     | 271 (2013)     | –          | – Einw./km²        | 40121      | 40250        |
| Lahosse     | 306 (2013)     | –          | – Einw./km²        | 40141      | 40250        |
| Larbey      | 248 (2013)     | –          | – Einw./km²        | 40144      | 40250        |
| Laurède     | 386 (2013)     | –          | – Einw./km²        | 40147      | 40250        |
| Maylis      | 323 (2013)     | –          | – Einw./km²        | 40177      | 40250        |
| Mugron      | 1439 (2013)    | –          | – Einw./km²        | 40201      | 40250        |
| Nerbis      | 279 (2013)     | –          | – Einw./km²        | 40204      | 40250        |
| Saint-Aubin | 505 (2013)     | –          | – Einw./km²        | 40249      | 40250        |
| Toulouzette | 301 (2013)     | –          | – Einw./km²        | 40318      | 40250        |